# 申秉鉉
申 秉鉉（シン ビョンヒョン、1921年2月7日 - 1999年4月4日）は、大韓民国の政治家。本貫は平山申氏。日本名平山 榮次郞。

## 生涯
黄海道長淵郡にて誕生。日本内地の福島高等商業学校を卒業。1943年に朝鮮銀行に入り、1956年に韓国銀行調査部長に就任。駐米大使館参事官（1961年）を経て、国際復興開発銀行交換取締役兼顧問（1970年-1975年）を務めた。米国のアメリカン大学卒業および同大学院を修了し、1959年にコロンビア大学大学院で経済学博士号を取得。
1975年、大統領府経済担当特別補佐官に起用され、政界中枢とのコネクションを発展。韓国銀行総裁（1978年）、商工部長官（1980年）、副総理兼経済企画院長官（1980年-1982年、1983年-1986年）を歴任。全斗煥政権にて物価安定政策を最優先課題として推進し、通貨引き締めや人為的景気刺激策を排除した。1984年11月に陳懿鍾国務総理が脳溢血で倒れた際、1985年2月まで国務総理権限代行を務めた。

## 親族
実業家の李東燦の四女（実業家の李源万の孫娘に当たる）は長男の妻、元国会議員の李昇茂は娘婿。